# Columbarium spinicinctum
Columbarium spinicinctum is een slakkensoort uit de familie van de Turbinellidae. De wetenschappelijke naam van de soort is voor het eerst geldig gepubliceerd in 1881 door Martens.